# Pallacanestro Lago Maggiore 2008-2009
Questa pagina contiene i dati relativi a Pallacanestro Lago Maggiore per la stagione 2008-2009.

## Roster

### Staff tecnico
CAPO ALLENATORE - Ciocca Cesare
VICE ALLENATORE - Pettenuzzo Massimo
VICE ALLENATORE - Di Cerbo Stefano
MEDICO - Marcangeli Guido
MASSAGGIATORE - Cerutti Giuseppe
PREPARATORE ATLETICO - Romerio Alessandro

### I Dirigenti
PRESIDENTE - Lombardo Gaetano
VICE PRESIDENTE - Servini Alberto
DIRETTORE GENERALE - Dal Negro Carlo
DIRETTORE SPORTIVO - Creola Fabio
TEAM MANAGER - Nicoletti Oscar
GENERAL MANAGER - Giroldi Geremia
ADDETTO STAMPA - Ballarin Paolo
ADDETTO STAMPA - Guenzi Roberto
SEGRETARIO - Sala Giuliana
ADDETTO STATISTICHE - Graziani Alessandro